# André Gjörling
Hans André Gjörling, född 23 september 1970 i Stockholm, död 13 mars 2011 i Stockholm, var en svensk skådespelare och sångare.

## Biografi
Gjörling fick sin musikaliska utbildning på Adolf Fredriks musikskola. Han slog igenom för den breda publiken som 14-åring i TV-serien Toffelhjältarna. Han var även med i Ola Ströms och Per Dunsös uppföljare Solstollarna som sändes i SVT året därpå. 1989 var han åter med i en produktion signerad Ström och Dunsö, kallad Cozmoz, där han bl a spelade mot Helena Seger (senare sambo med fotbollsspelaren Zlatan Ibrahimovic). Efter dessa program blev det en större satsning på musiken och mindre skådespeleri.
Mellan 1995 och 1998 gick Gjörling på teaterskola i New York och fick där lära sig arbeta både framför och bakom kameran. I slutet av 1990-talet gjorde han comeback i svensk TV då han fick rollen som busen Ulf Lindström i TV-serien Skilda världar.
Utöver skådespeleri och musik arbetade Gjörling ibland även som klädmodell. Han var även gitarrist och spelade under många år med The Corbies, en grupp med inriktning på irländsk och skotsk folkmusik, som hans far, Anders Gjörling, var med att starta 1973. Senare var han även med och bildade gruppen Pure Malt, tillsammans med sin kusin Stefan Hübinette och vännen Robin Lindblad.
André Gjörling avled 40 år gammal av hjärtsvikt.

## Filmografi
- 1982 – Dörren (TV-serie) – fågel, försäljare m.fl.
- 1983 – Gammalt och nytt (TV-serie) – Hilding
- 1984 – Toffelhjältarna (TV-serie) – Oliver
- 1985–1987 – Solstollarna (TV-serie) – André i säsong 1 och Peter i säsong 2
- 1989 – Cozmoz (TV-serie) – Cliff
- 1999–2001 – Skilda världar (TV-serie) – Ulf Lindström